# 邳洪河
邳洪河位于中国江苏省北部，为中运河右岸支流，系1958年结合中运河复堤人工开挖的排泄中运河西部地区内涝的河道，因原计划北起邳县（今邳州市），南至泗洪县入洪泽湖，故名“邳洪河”，后因南段新开河道拆迁任务过大，故只在宿迁市皂河镇北入中运河。邳洪河北起邳州市房亭河猫窝地函，上接彭河来水，大致沿着中运河西侧向南流经黄墩湖滞洪区，至宿迁市皂河镇北邳洪河闸入中运河。全长27.3公里，流域面积595平方公里。